# Tu seras star à Hollywood
Pour les articles homonymes, voir Bottoms Up.
Pour plus de détails, voir Fiche technique et Distribution.
Tu seras star à Hollywood (Bottoms Up) est un film américain réalisé par David Butler, sorti en 1934.

## Fiche technique
- Titre : Tu seras star à Hollywood
- Titre original : Bottoms Up
- Réalisation : David Butler
- Scénario : David Butler, Buddy DeSylva et Sid Silvers (en)
- Photographie : Arthur C. Miller
- Montage : Irene Morra
- Pays d'origine : États-Unis
- Format : Noir et blanc - 1,37:1
- Genre : Film musical et comédie dramatique
- Durée : 85 minutes
- Date de sortie : 1934

## Distribution
- Spencer Tracy : 'Smoothie' King
- Pat Paterson : Wanda Gale
- John Boles : Hal Reed
- Sid Silvers (en) : Spud Mosco alias Reginald Morris
- Herbert Mundin : Limey Brook alias Lord Brocklehurst
- Thelma Todd : Judith Marlowe
- Robert Emmett O'Connor : Détective Rooney
- Dell Henderson : Lane Worthing
- Suzanne Kaaren (en) : la serétaire de Wolf
- Douglas Wood : John Baldwin